# Verwaltungsgemeinschaft Leinatal
Die Verwaltungsgemeinschaft Leinatal lag im thüringischen Landkreis Gotha. Sie war nach dem Tal der Leina benannt.

## Gemeinden
- Catterfeld
- Engelsbach
- Gospiteroda
- Leina
- Schönau vor dem Walde

## Geschichte
Die Verwaltungsgemeinschaft wurde am 3. Juni 1992 gegründet. Die Auflösung erfolgte am 31. Dezember 1995. Mit Wirkung zum 1. Januar 1996 wurde aus den Mitgliedsgemeinden die neue Gemeinde Leinatal gebildet.